# Sušjek
Sušjek je potok, ki sodi v porečje reke Sopota. Ta se pri Radečah kot desni pritok izliva v reko Savo. Njegova večja pritoka sta Koritnica in Zadnji potok.